# Mosche Kol

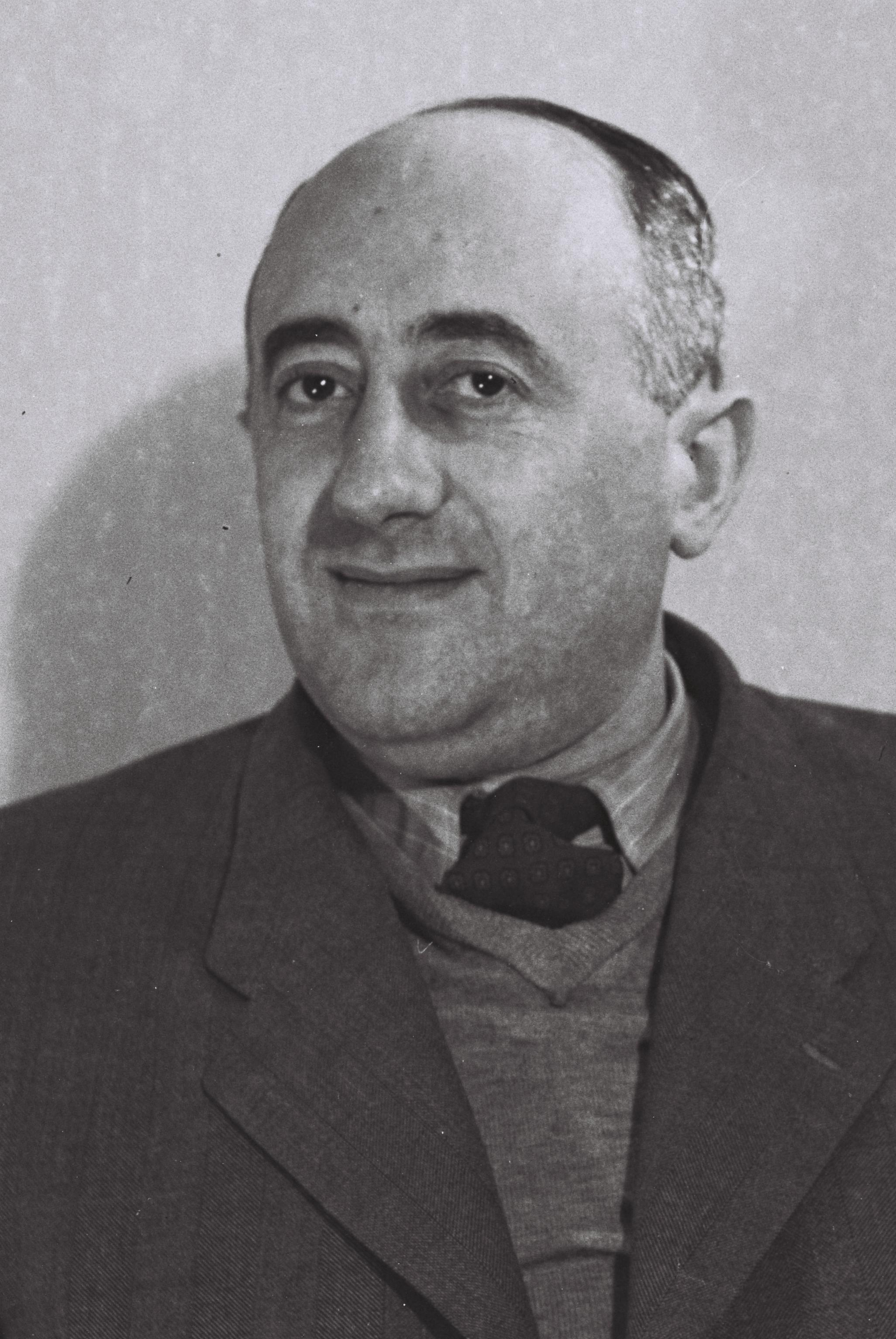
Mosche Kol, 1948

Mosche Kol (hebräisch מֹשֶׁה קוֹל, als Mosche Kolodny hebräisch מֹשֶׁה קוֹלוֹדְנִי, * 28. Mai 1911 in Pinsk, Gouvernement Minsk, Russisches Kaiserreich; † 7. Juli 1989 in Israel) war ein israelischer Politiker. Als Mitglied der Libralim Atzma’im (Unabhängigen Liberalen) war er von 1966 bis 1977 Tourismusminister und von 1966 bis 1969 Entwicklungsminister Israels.

## Leben
Er besuchte in Pinsk einen Cheder und eine jüdische Sekundarschule. Als zionistischer Aktivist gehörte er zu den Gründern der polnisch-jüdischen Jugendbewegung HaOwed HaZioni (hebräisch העובד הציוני, „Die Zionistischen Werktätigen“).
1932 wanderte er nach Palästina ein. Dort wurde er Mitglied des Kibbuz HaMefales in Kfar Saba. Er wurde Parteisekretär der HaOwed HaZioni, die er von 1941 bis 1946 auch im Exekutivkomitee des Gewerkschaftsbunds Histadrut vertrat. Ab 1948 war er Vorstandsmitglied der Jewish Agency for Israel und leitete deren Abteilung für Jugend-Alijah er bis 1964 leitete. Am 15. Mai 1948 war er einer der Unterzeichner der israelischen Unabhängigkeitserklärung und wurde Mitglied des Provisorischen Staatsrats. Er gehörte neben Pinchas Rosen zu den Gründern der säkular-linksliberalen Miflaga Progresivit (Progressiven Partei), in der HaOwed HaZioni aufgingen.
Im Juli 1951 wurde er Knessetabgeordneter, trat aber sechs Wochen später zurück. Nach den Wahlen 1959 wurde er erneut in die Knesset gewählt. Infolge des Zusammenschlusses der Miflaga Progresivit mit der Partei der Allgemeinen Zionisten wurde er Mitglied der Miflaga Liberalit Jisra’elit (Liberalen Partei Israels). Bei den Wahlen im Jahre 1961 behielt er seinen Sitz. Als die Liberalen mehrheitlich ein Bündnis mit Menachem Begins revisionistisch-zionistischer Cherut beschlossen, verließ Kol gemeinsam mit anderen Mitgliedern des progressiven Flügels die Liberale Partei, um die Libralim Atzma’im (Unabhängigen Liberalen) zu gründen. Er befürchtete, dass die Einwanderung von Juden aus muslimischen Ländern Israel schaden würde. 
Nach den Wahlen 1965 wurde er am 12. Januar 1966 zum Tourismus- und Entwicklungsminister im Kabinett Levi Eschkol III ernannt. Sein Abgeordnetenmandat legte er dafür nieder. Nach den Wahlen 1969 und 1973 wurde er erneut Tourismusminister in den Regierungen von Golda Meir und Jitzchak Rabin. Als nach den Wahlen der Partei nur noch ein Sitz verblieb, verlor er am 20. Juni 1977 seinen Ministerposten. Nach dem Verlassen der Knesset gab er Publikationen zur israelischen Gesellschaft und dessen auswärtige Angelegenheiten heraus.